# Chalioides ferevitrea
Chalioides ferevitrea är en fjärilsart som beskrevs av Joannis 1929. Chalioides ferevitrea ingår i släktet Chalioides och familjen säckspinnare. Inga underarter finns listade i Catalogue of Life.